# مجله ارگانیک لترز
اورگانیک لترز (به انگلیسی: Organic Letters) نشریه‌ای علمی تخصصی با داوری همتا در زمینهٔ شیمی آلی است که از سال ۱۹۹۹ توسط انجمن شیمی آمریکا منتشر می‌شود.